# John Dryden
Pour les articles homonymes, voir Dryden.
John Dryden, né le 19 août 1631 à Aldwincle, Northamptonshire, et mort le 12 mai 1700 , est un poète et un dramaturge anglais ayant exercé une forte influence au XVIIe siècle.

## Biographie
John Dryden commença à composer des vers au collège et fut tout au long de sa vie un écrivain professionnel.
Ses premières pièces, souvent des tragédies héroïques, rencontrent des succès très variables. Il débute devant le public par des stances à la louange de Cromwell (1658). Deux ans après, il célèbre le retour de Charles II d'Angleterre, dans un poème intitulé Astrea rata. Il compose aussi en l'honneur de ce prince la poésie Annus Mirabilis en 1667. Pendant la Restauration, il s'impose rapidement comme le poète et le critique littéraire en chef de son époque. Il en est récompensé par le titre de « Poète lauréat » en 1668. Ses pièces et poésies servent à lui faire un nom et à faire connaître ses sentiments royalistes.
Il s'adonne ensuite au théâtre, écrit des comédies et des tragédies, et obtient pendant trente ans une suite de succès ininterrompue dont Les Femmes rivales et Don Sébastien et la Conquête de Grenade.
Dryden s'exerce aussi dans le genre satirique, publiant des satires politiques et littéraires en vers, entre autres Absalon et Achitophel en 1681 (contre la révolte de Monmouth) et MacFlecknoe en 1682 (contre le poète Thomas Shadwell), qui lui attirent beaucoup d'ennemis et l'exposent même à de mauvais traitements.
Il se fait catholique sous Jacques II, peu avant la révolution de 1688 : aussi perd-il, sous Guillaume d'Orange, son titre de Poète lauréat et les avantages qui y sont attachés. N'ayant plus d'autre ressource que son talent, il se remet à l'œuvre, quoique déjà vieux. Il traduit alors nombre d'œuvres de Virgile, entre 1697 et 1700.
À la même époque, il compose plusieurs de ses meilleurs ouvrages : sa traduction de l'Énéide, 1697 ; ses traductions de Juvénal et de Perse, ainsi que ses Fables, 1698 ; et la plus belle de ses odes, la Fête d'Alexandre, pour la Sainte-Cécile (mise en musique par Henry Purcell puis par Georg Friedrich Haendel).
Outre ses ouvrages en vers, il en a composé quelques-uns en prose ; le plus estimé est L'Essai sur la poésie dramatique, en dialogue.
John Dryden est enterré au Coin des poètes, à l'abbaye de Westminster. Son fils aîné, Charles Dryden, devint le chambellan du Pape Innocent XII.

## Postérité
L'influence de Dryden, notamment en tant que poète, fut immense à la fois de son vivant et au XVIIIe siècle. Ses poèmes ont été pris pour modèles par des poètes comme Alexander Pope ou Samuel Johnson. Ce dernier a résumé l'opinion de son siècle en une phrase : 

« Dryden raffina le langage, améliora les sentiments et fit briller la poésie anglaise. »

Sa réputation s'éroda toutefois au XIXe siècle, et l'écrivain n'a plus retrouvé son ancienne aura depuis lors.

## Œuvres
- Stances héroïques (Heroic Stanzas, 1659)
- Astraea Redux, 1660
- The Indian Emperor (tragédie), 1665
- Annus Mirabilis (poème), 1667
- Sir Martin Mar-all, or The Feign'd Innocence, comédie, adaptation de L'Étourdi de Molière, 15 août 1667
- The Tempest, or The Enchanted Island (comédie), 7 novembre 1667, adaptation de La Tempête de Shakespeare
- An Essay of Dramatick Poesie, 1668
- An Evening's Love (comédie), 1669
- Tyrannick Love (tragédie), 1669
- La Conquête de Grenade (The Conquest of Granada, 1670)
- Marriage A-la-Mode, 1672
- Aureng-Zebe, 1675
- Tout pour l'amour (All for Love), 1677
- Oedipus, 1679
- Absalon et Achitophel (Absalom and Achitophel, 1681)
- La Médaille (The Medal, 1682)
- Religio Laici, 1682
- MacFlecknoe, 1682 (poème satirique)
- The Duke of Guise, 1683
- La Biche et la Panthère (The Hind and the Panther, poème, 1687)
- Amphitryon, 1690
- Don Sebastian, 1690
- King Arthur (opéra), semi-opéra, mis en musique par Henry Purcell (1691)
- Amboyna
- The Works of Virgil, 1697
- Fables, Ancient and Modern 1700